# Juan Jesús Gutiérrez
Juan Jesús Gutiérrez (* 26. Juni 1969 in Reinosa) ist ein ehemaliger Skilangläufer aus Spanien. Er ist nach dem gebürtigen Deutschen Johann Mühlegg der erfolgreichste spanische Langläufer.
Erstmals Beachtung fand Gutiérrez, als er bei den Nordischen Skiweltmeisterschaften 1991 überraschend in die Weltspitze lief und Neunter über 50 km wurde. Dieses Ergebnis konnte er bei den Weltmeisterschaften 1995 in Thunder Bay (Ontario) mit Rang sechs – ebenfalls über 50 km – noch verbessern. Im Weltcup dauerte es dagegen einige Jahre, bis der Spanier solche Leistungen zeigen konnte. 1999 wurde er im traditionsreichen 50-km-Lauf rund um den Holmenkollen bei Oslo Sechster, im Jahr 2000 erreichte er im 72-km-Lauf Transjurassienne in Frankreich mit Platz 3 seinen einzigen Weltcup-Podestplatz. Während seiner späteren sportlichen Karriere konzentrierte sich Gutiérrez auf lange Distanzrennen und Volkslangläufe. Im Januar 2002 siegte er beim Marcialonga. Einen Monat später gewann er als erster Spanier den Engadin Skimarathon.
An Olympischen Winterspielen nahm Juan Jesús Gutiérrez fünf Mal teil (Albertville 1992, Lillehammer 1994, Nagano 1998, Salt Lake City 2002 und Turin 2006). Sein bestes Olympiaergebnis erreichte er mit Rang 17 im 30-km-Massenstartrennen 2002. 2006 beendete Gutiérrez mit einem 22. Platz im 50-km-Langlauf von Turin seine sportliche Karriere.

## Erfolge

### Siege bei Worldloppet-Cup-Rennen
Anmerkung: Vor der Saison 2015/16 hieß der Worldloppet Cup noch Marathon Cup.
| Nr. | Datum           | Ort            | Rennen              | Disziplin                  |
| --- | --------------- | -------------- | ------------------- | -------------------------- |
| 1.  | 28. Januar 2001 | Val di Fiemme  | Marcialonga         | 70 km Freistil Massenstart |
| 2.  | 27. Januar 2002 | Val di Fiemme  | Marcialonga         | 60 km Freistil Massenstart |
| 3.  | 10. März 2002   | Maloja–S-chanf | Engadin Skimarathon | 42 km Freistil Massenstart |

### Sonstige Siege bei Skimarathon-Rennen
- 1999 Marcialonga (zusammen mit Johann Mühlegg), 70 km klassisch
- 2002 Marcialonga (Lavazeloppet), 20 km klassisch
- 2003 Gsieser Tal-Lauf, 42 km Freistil
- 2004 Toblach–Cortina, 42 km klassisch
- 2005 Toblach–Cortina, 42 km klassisch
- 2005 Transjurassienne, 76 km Freistil
- 2005 La Foulée Blanche, 35 km Freistil
- 2006 La Foulée Blanche, 42 km Freistil
- 2006 Marathon de Bessans, 42 km Freistil

## Teilnahmen an Weltmeisterschaften und Olympischen Winterspielen

### Olympische Spiele
- 1992 Albertville: 14. Platz Staffel, 19. Platz 50 km Freistil, 37. Platz 25 km Verfolgung, 39. Platz 10 km klassisch
- 1994 Lillehammer: 19. Platz 50 km klassisch, 28. Platz 25 km Verfolgung, 30. Platz 30 km Freistil, 47. Platz 10 km klassisch
- 1998 Nagano: 19. Platz Staffel, 33. Platz 10 km klassisch
- 2002 Salt Lake City: 17. Platz 30 km Freistil Massenstart, 20. Platz 50 km klassisch, 37. Platz 20 km Verfolgung
- 2006 Turin: 22. Platz 50 km Freistil Massenstart

### Nordische Skiweltmeisterschaften
- 1991 Val di Fiemme: 9. Platz 50 km Freistil, 14. Platz Staffel, 33. Platz 15 km Freistil
- 1993 Falun: 18. Platz 50 km Freistil, 50. Platz 25 km Verfolgung, 71. Platz 10 km klassisch
- 1995 Thunder Bay: 6. Platz 50 km Freistil, 15. Platz 25 km Verfolgung, 32. Platz 10 km klassisch
- 1997 Trondheim: 20. Platz 50 km klassisch, 30. Platz 30 km Freistil, 39. Platz 25 km Verfolgung, 68. Platz 10 km klassisch
- 1999 Ramsau: 13. Platz 30 km Freistil, 17. Platz 50 km klassisch, 30. Platz 25 km Verfolgung, 58. Platz 10 km klassisch
- 2001 Lahti: 17. Platz 50 km Freistil, 31. Platz 30 km klassisch, 46. Platz 20 km Verfolgung
- 2003 Val di Fiemme: 11. Platz 50 km Freistil, 36. Platz 2 × 10 km Doppelverfolgung
- 2005 Oberstdorf: 37. Platz 15 km Freistil

## Statistik

### Weltcup-Platzierungen
Die Tabelle zeigt die erreichten Platzierungen im Einzelnen.
- 1.–3. Platz: Anzahl der Podiumsplatzierungen
- Top 10: Anzahl der Platzierungen unter den ersten zehn
- Punkteränge: Anzahl der Platzierungen innerhalb der Punkteränge
- Starts: Anzahl gelaufener Rennen in der jeweiligen Disziplin
- Hinweis: Bei den Distanzrennen erfolgt die Einordnung gemäß FIS.

| Platzierung         | Distanzrennen a | Distanzrennen a | Distanzrennen a | Distanzrennen a | Distanzrennen a | Skiathlon Verfolgung | Sprint | Etappen- rennen b | Gesamt | Team c | Team c  |
| Platzierung         | ≤ 5 km          | ≤ 10 km         | ≤ 15 km         | ≤ 30 km         | > 30 km         | Skiathlon Verfolgung | Sprint | Etappen- rennen b | Gesamt | Sprint | Staffel |
| ------------------- | --------------- | --------------- | --------------- | --------------- | --------------- | -------------------- | ------ | ----------------- | ------ | ------ | ------- |
| 1. Platz            |                 |                 |                 |                 |                 |                      |        |                   |        |        |         |
| 2. Platz            |                 |                 |                 |                 |                 |                      |        |                   |        |        |         |
| 3. Platz            |                 |                 |                 |                 | 1               |                      |        |                   | 1      |        |         |
| Top 10              |                 |                 |                 |                 | 2               |                      |        |                   | 2      |        |         |
| Punkteränge         |                 | 3               | 9               | 5               | 7               |                      | 1      |                   | 25     |        |         |
| Starts              |                 | 25              | 25              | 22              | 10              | 3                    | 4      |                   | 89     |        |         |
| Stand: Karriereende |                 |                 |                 |                 |                 |                      |        |                   |        |        |         |

### Weltcup-Wertungen
| Saison    | Gesamt | Gesamt | Distanz | Distanz     | Sprint | Sprint |
| Saison    | Punkte | Platz  | Punkte  | Platz       | Punkte | Platz  |
| --------- | ------ | ------ | ------- | ----------- | ------ | ------ |
| 1990/91   | 7      | 35.    | –       | –           | –      | -      |
| 1991/92   | –      | –      | –       | –           | –      | -      |
| 1992/93   | 16     | 66.    | –       | –           | –      | -      |
| 1993/94   | 28     | 52.    | –       | –           | –      | -      |
| 1994/95   | 93     | 31.    | –       | –           | –      | -      |
| 1995/96   | 1      | 85.    | –       | –           | –      | -      |
| 1996/97   | 23     | 56.    | 1       | 66. 1       | 10     | 59.    |
| 1997/98   | 21     | 57.    | 5       | 63. 1       | 16     | 53.    |
| 1998/99   | 83     | 32.    | 74      | 19. 1       | 9      | 84.    |
| 1999/2000 | 96     | 48.    | 71 16   | 19. 1 56. 2 | 9      | 65.    |
| 2000/01   | 6      | 120.   | –       | –           | –      | -      |
| 2001/02   | 24     | 94.    | –       | –           | –      | -      |
| 2002/03   | –      | -      | –       | –           | –      | -      |
| 2003/04   | 17     | 112.   | 17      | 73.         | –      | -      |